# 大眼阿科斯喉盤魚
大眼阿科斯喉盤魚為輻鰭魚綱喉盤魚目喉盤魚科的其中一種，分布於西大西洋區，從巴哈馬群島至小安地列斯群島海域，體長可達9公分，屬底棲性魚類，棲息在岩岸，屬肉食性，以甲殼類、貝類、小魚等為食，本種已被認為是裸阿科斯喉盤魚(Arcos nudus)的同種異名。